# Mitchell River (Cross River)
Der Mitchell River ist ein 31 km langer rechter Nebenfluss des Cross River im Regional District of East Kootenay in der kanadischen Provinz British Columbia.

## Flusslauf
Der Mitchell River verläuft in den Southern Continental Ranges, einer Teilkette der Kanadischen Rocky Mountains. Das Einzugsgebiet oberhalb der Einmündung des Extension Creek bei Flusskilometer 16,5 liegt innerhalb des Mount Assiniboine Provincial Parks. Als Ursprung des Mitchell River gilt der 2220 m hoch gelegene Bergsee Cerulean Lake. Weitere Seen im Quellgebiet des Mitchell River sind Elizabeth Lake und Sunburst Lake. Der Mitchell River fließt anfangs nach Westen. Der kleine See Moose Bath Pond befindet sich am Oberlauf. Nach 3,5 km Fließstrecke befindet sich der Wedgwood Lake südlich des Flusslaufs. Der Mitchell River wendet sich wenig später allmählich nach Süden und umfließt dabei den 2955 m hohen Mount Watson. Der Mitchell River fließt nun in Richtung Südsüdost. Bei Flusskilometer 6 trifft der Assiniboine Creek von Osten kommend auf den Mitchell River. Oberhalb der Einmündung befindet sich eine von der Refratechnik-Tochterfirma Baymag Inc. betriebene Mine (⊙), in der Magnesit abgebaut wird. Der Mitchell River trifft schließlich auf den Cross River, 18 km oberhalb dessen Mündung in den Kootenay River. Der Cross River führt am Zusammenfluss gewöhnlich weniger Wasser als der Mitchell River.

## Einzugsgebiet
Das Einzugsgebiet des Mitchell River beträgt etwa 277 km². Es reicht im Osten bis zur kontinentalen Wasserscheide. Das Einzugsgebiet grenzt im Norden an das des Simpson River, im Osten an das des Spray River, im Süden an das des Cross River sowie im Westen an das des Kootenay River.